# امیرهنده (کیسوم)
امیرهنده یک روستا در ایران است که در استان گیلان واقع شده‌است. امیرهنده ۶۶۴ نفر جمعیت دارد.